# Carira
Carira é um município brasileiro do Estado de Sergipe, estando a uma altitude de 351 metros acima do nível do mar. O município está localizado na região oeste do Estado de Sergipe, limitando-se a norte com o município de Nossa Senhora da Glória, a oeste com o Estado da Bahia, a sul com Pinhão e Frei Paulo e a leste com Nossa Senhora Aparecida. Sua população, conforme estimativas do IBGE de 2021, era de 22 393 habitantes, enquanto sua área territorial é de 634,6 km².
O nome do município é uma homenagem à índia chamada de Mãe Carira. Por sua produção de milho, a maior do Estado de Sergipe e uma das maiores do Nordeste, é desde 07 de julho de 2021 reconhecida oficialmente como a Capital do Milho, titulo chancelado à cidade através da Lei Estadual nº 8.871 de iniciativa da Deputada Estadual Kitty Lima (Cidadania).

## História
Na primeira metade do século XIX, o território que compreende Carira pertencia às Matas de Itabaiana e localizava-se na fronteira com Jeremoabo/BA, no trecho onde hoje localizam-se os municípios baianos de Coronel João Sá e Pedro Alexandre.
A partir de 1850, a região próxima ao Rio do Peixe, afluente esquerdo do Vaza Barris, conheceu um certo aumento populacional. Nessa região viviam os Dantas, família influente na política do sertão baiano.
Os Dantas trouxeram para estas terras, o vaqueiro João Martins de Souza com os primeiros povoadores, que partiram das margens do Rio do Peixe, imediações de Bom Conselho (atual Cícero Dantas/BA).
Deve-se a João Martins o início do povoamento da região, que passou a ser conhecida mais tarde como Mãe Carira. Essa toponímia homenageia uma índia que chefiava uma tribo localizada entre o Tanque do Carira e Saco Torto.
Da aldeia de mãe Carira, a uma distância de dois quilômetros para o leste, João Martins edificou a primeira casa, em 1865. Em seguida, foram construídas as residências dos seus filhos Joaquim e Gonçalo.
A história de Mãe Carira confunde-se com a história do município. Segundo registros históricos, os moradores de Barra Larga (hoje, pertencente a Coronel João Sá/BA), fizeram uma grande roça de milho no território indígena. Os índios, sempre enxotados para mais distante de seu primitivo habitat, e se vendo sem suas terras para plantar, começaram a desfrutar secretamente da referida plantação. Os novatos ocupantes daquelas terras, notando os constantes desfalques, começaram a tocaiá-los. Mas, sem êxito, resolveram fazer um acampamento escondido no roçado.
Em 25 de novembro de 1865, os nativos, como de costume, foram buscar algumas espigas, e a velha cacique estava com eles. Quando cuidavam de colher as espigas, os donos do roçado incitaram cães ferozes sobre os índios, que fugiram em debandada. Os mais jovens conseguiram escapar, mesmo muito feridos. Foi terrível o corre-corre entre a caatinga cheia de plantas espinhentas, como macambira, mandacaru e outros. Mãe Carira, a mais velha da tribo, ferida e perdendo muito sangue, por causa das mordidas dos cães, caiu pesadamente próximo a um pé de Jequiri, ao lado da casa de João Martins. E foi naquele local que os cães a atacaram. O vaqueiro acudiu a índia, mas em consequência dos ferimentos, ela veio a falecer em alguns dias. A chefe da tribo foi sepultada por João Martins, no lugar em que tombou. Sobre sua cova, ele afixou um cruzeiro.

### O desenvolvimento
Durante a guerra do Paraguai (1864 – 1870), muitos homens, para não serem recrutados, vieram se esconder nas terras desabitadas de mãe Carira. Já em 1870, à sombra do jequiri, ao lado da sua casa, João Martins iniciou aos domingos uma pequena feira que foi atraindo pessoas para o lugar nascente.
Cinco anos depois, Mãe Carira possuía um razoável número de habitantes e João Martins ergueu uma casinha de oração em volta da cova da Índia (onde hoje é a praça Martinho de Souza). Ali se reuniam os fiéis, com o cemitério ao lado. No início do século XX, o povoado passou a ser chamado apenas de Carira.
Aos 25 dias do mês de novembro de 1953, oitenta e oito anos após a morte de Mãe Carira, atingimos nossa almejada autonomia, com a elevação de Carira, pela Lei Estadual nº 525A, a cidade e sede do Município de mesmo nome, com território desmembrado do Município de Frei Paulo.
Essa data memorável diz respeito não só a Carira, mas também ao seguintes municípios criados pela referida Lei: Barra dos Coqueiros, Pacatiba (Pacatuba), Umbaúba, Poço Verde, Tomar do Geru, Itabi, Malhador, Pedrinhas, Poço Redondo, Curituba (Canindé do São Francisco), Macambira, Pinhão, Monte Alegre de Sergipe, Tamanduá (Graccho Cardoso), Camboatá (Santa Rosa de Lima), Cumbe, Amparo de São Francisco e Malhada dos Bois. A primeira eleição foi em 3 de outubro de 1954 e a 6 de fevereiro de 1955, Carira foi elevada a Município autônomo, tendo como primeiro prefeito eleito Olímpio Rabelo de Morais.

### Formação administrativa
- Em 1 de março de 1929 : Lampião entra pela primeira vez em Carira.
- Em 1927 foi criada a primeira agência postal, chefiada por Manoel Rabelo de Morais;
- Em 1947 foi implantado o cartório Olímpio Rabelo de Morais;
- Em 1964 foi inaugurada a primeira agência bancária (Banco do Nordeste), na administração do prefeito Antonio Dutra Sobrinho;
- Em 1974 foi criado o Sindicato dos Trabalhadores Rurais de Carira, fundado por Euclides Chagas, Primeiro Presidente;
- Em 1988 foi instalada a comarca de Carira.

## Política
O Poder Executivo do município de Carira é representado pelo prefeito e seu gabinete de secretários, seguindo o modelo proposto pela Constituição Federal e regida pela lei maior da cidade, a Lei Orgânica do Município (LOM), que é um conjunto de normas que disciplina as regras de funcionamento da administração pública e dos poderes municipais.
O Poder Legislativo é representado pela Câmara Municipal, composta por 11 vereadores eleitos para cargos de quatro anos. Cabe à casa elaborar e votar leis fundamentais à administração e ao Executivo, especialmente o orçamento municipal (conhecido como Lei de Diretrizes Orçamentárias).
Em complementação ao processo legislativo e ao trabalho das secretarias, existem também uma série de conselhos municipais, cada um deles versando sobre temas diferentes, compostos obrigatoriamente por representantes dos vários setores da sociedade civil organizada[carece de fontes?].

## Economia
Durante o início do século XX, nas décadas de 20 e 30, o algodão era a principal atividade econômica, tendo proporcionado grande desenvolvimento a Carira, sendo que o município chegou a ter 6 fábricas para descaroçar o produto, foi a época do "ouro branco". Atualmente as atividades econômicas de Carira estão distribuída nas produções agrícolas, Pecuária comercial e artesanal-cerâmico, rendas e bordados. A Vulcabrás Azaleia teve uma unidade fabril instalada no município entre (2006-2014). No comércio local, encontram-se lan houses, padarias, farmácias, mercearias, boutique, bares, bodegas, motel e balneário. Além desses estabelecimentos comerciais, há todas as segundas-feiras, a feira da cidade (uma das maiores da região), tendo uma grande participação dos moradores da zona rural e de outros municípios da região, de onde veem vários produtos para serem vendidos.
O município de Carira, é o maior produtor de milho do Estado de Sergipe. Junto dos municípios de Frei Paulo e Simão Dias, onde o milho se firma como uma das das principais culturas agrícolas de Sergipe e coloca o Estado como o segundo maior produtor do Nordeste, com uma produção de pouco mais de 700 mil toneladas do grão. Conforme dados do Instituto de Geografia e Estatística (IBGE), em 2013, a produção em 148.289 hectares perdeu apenas para a Bahia.

## Cultura
As festividades do município têm início com a comemoração do Dia da Carirensidade em 06 de fevereiro, conforme a Lei Municipal nº 954 de 03 de fevereiro de 2022. Em maio, as homenagens à mãe de Jesus. Em junho tem casamento de tabaréu (caipira) e apresentação de quadrilhas. Destaca-se a quadrilha forró na roça, criada em 1995. Em setembro (ou outubro), realiza-se a festa do vaqueiro. Em novembro, acontece a festa dos padroeiros sagrado coração de Jesus e Santa Cruz (local onde morreu mãe Carira) e em Dezembro, as tradicionais festas de fim de ano.
Muitas festividades de Carira estão nas lembranças das pessoas: Antonio Rodrigues e os penitentes; as homenagens a São Gonçalo do Amarante, comandadas pelo mestre Pelonho; o natal da década de 20 do século XX ficou marcado pela Marujada de Felício, os cavalinhos de Messias, Barrufo (jogo) de Ciriaco, os reisados de Chichio e o de Firmino Cambotá.
A cidade ainda conta a lenda de "Os encantados", um dos motivos do temor ao Alferes Manuel Hipólito era a crença de que ele era encantado. Acreditava-se que o referido Senhor podia envultar-se (tornar-se invisível), além de conhecer poderosas forças ocultas. A lenda do batismo diz que, no passado, quando morria algum anjo ou criança pagã, ao sétimo dia da sua morte, um padre ou uma pessoa idosa deveria ir ao túmulo batizá-la, se ninguém o fizesse, a criança podia chorar e virar bicho[carece de fontes?].

## Educação
Quanto à educação, existem 45 escolas e aproximadamente 7000 alunos, destacando-se a de ensino fundamental Aroaldo Chagas, e o primeiro colégio da rede estadual, Professor Artur Fortes, sendo o único colégio público da cidade a ofertar o ensino fundamental e médio, escola de ensino fundamental Ilda Almeida Dutra, Escola de Ensino fundamental Maria Esmeralda Costa e 5 escolas particulares. Há na cidade uma biblioteca pública – Olímpio Rabelo de Morais.
A cidade ainda conta com o ensino superior à distância tendo nela instalados dois polos sendo um federal (UFS) e outro particular (UNIT).
Há na cidade um grupo de estudantes universitários organizados por meio da AssUCa - Associação dos Estudantes Universitários de Carira, que se deslocam para assistirem as aulas de cursos presenciais nas universidades das cidades de Itabaiana, Aracaju e São Cristóvão, predominantemente na UFS.

## Turismo
Os principais pontos turísticos são a Praça Olímpio Rabelo, a Praça José Durval Matos, o Memorial de arte, o BNB Clube e o Balneário Divisa . Além desses, o turista e o povo contam com uma deliciosa gastronomia que está representada pelos pratos típicos locais: feijoada, buchada de carneiro ou fatada, sarapatel de porco ou carneiro, mugunzá, arroz doce e o famoso pirão de galinha caipira. O turista pode dispor ainda, de dois pequenos hotéis e uma pousada. Há também um hospital, uma maternidade e seis postos de saúde. O saneamento básico ainda é precário, só existindo rede de esgoto em algumas ruas. No entanto, o município conta com água encanada distribuída pela DESO. A cidade possui aproximadamente 16 oficinas mecânicas e 29 salões de cabeleireiro (forte setor que vem aumentando). Estima-se que existam cerca de 1.500 linhas telefônicas instaladas (predomina o uso de aparelhos celulares) e mais de 520 microcomputadores distribuídos no comércio, estabelecimentos públicos, lan-houses e casas. Os transportes rodoviários são feitos pela empresa Bonfim, coagreste e coopertalse, mototaxistas, táxis e lotações de particulares.

### Eventos
- Festival do Forró de Carira[16]
- Festa de Reis
- Festa de São João
- Festa do Vaqueiro e do Milho
- Festa dos Padroeiros Sagrado Coração de Jesus e Santa Cruz